# Ancylomenes aesopius
Ancylomenes aesopius is een garnalensoort uit de familie van de Palaemonidae. De wetenschappelijke naam van de soort is voor het eerst geldig gepubliceerd in 1863 door Spence Bate.